# Fontys Theologie Levensbeschouwing
Fontys Theologie Levensbeschouwing (FTL) is een katholieke instelling voor hoger beroepsonderwijs (HBO) in Utrecht.

## Geschiedenis
FHTL is voortgekomen uit de Stichting Opleiding voor Godsdienstleraren Amsterdam (OGA). Deze stichting werd in 1961 op initiatief van de toenmalige bisschop van Haarlem opgericht met als doel priesters en religieuzen pedagogisch-didactisch te scholen tot godsdienstleraren voor het voortgezet onderwijs. De opleiding groeide al snel uit tot een volledige MO-theologie opleiding voor leken-godsdienstleraren. De OGA heeft de verzorging van het onderwijs in 1984 (MO-A) en 1993 (MO-B) overgedragen aan Hogeschool Katholieke Leergangen te Tilburg, een van de voorgangers van Fontys Hogescholen. In 1982 werd naast de opleiding tot leraar godsdienst ook een zogenaamde algemene beroepenvariant in het leven geroepen. Deze opleiding werd vastgelegd in het CROHO als godsdienst –pastoraal werk. Onder Hogeschool Katholieke Leergangen vormde Godsdienst/Levensbeschouwing een vakgroep van de Faculteit Educatieve Opleidingen. Deze verzorgde opleidingen in Amsterdam, Heerlen, Hengelo en Tilburg.
In 1992 ging Hogeschool Katholieke Leergangen een samenwerkingsverband aan met de Hogeschool Eindhoven en de Pedagogische Technische Hogeschool Nederland in de Stichting Hoger Onderwijs Zuid Nederland. In 1996 wijzigde de naam van deze stichting in Stichting Fontys. Tussen 1995 en 2002 was theologie levensbeschouwing ondergebracht bij de afdeling Mens en Maatschappij van Fontys Lerarenopleiding Tilburg (FLOT). Sinds januari 2002 bestaat Fontys Hogeschool Theologie Levensbeschouwing als een zelfstandige hogeschool binnen Fontys Hogeschool. Sinds 2023 is de naam gewijzigd naar Fontys Theologie Levensbeschouwing.
Tot 2011 was FTL gevestigd in Tilburg, Amsterdam, Hengelo en Sittard. In 2010 werd locatie Sittard gesloten en werden de opleidingen van de Tilburgse locatie (opnieuw) ondergebracht bij FLOT. Locatie Hengelo sloot haar deuren in 2011.
De Amsterdamse locatie, gevestigd in het pand d’Bruynvis aan de Keizersgracht 105, verhuisde in de zomer van 2010 naar Utrecht om daar samen te gaan werken met de Tilburg School of Catholic Theology (TST). Op 15 juli 2010 werd FHTL door de Rooms-Katholieke Kerk erkend als Hoger Instituut voor Godsdienstwetenschappen. In januari 2013 verhuisde FTL samen met de TST van universiteitsterrein De Uithof naar het St. Martinushuis aan de Nieuwegracht 65 in de Utrechtse binnenstad.

## Opleidingen
- Bachelor Leraar Godsdienst
- Bachelor Theologie
- Deeltijd Theologie